# Trenesha Biggers
Trenesha Biggers (Champaign, 25 dicembre 1981) è una wrestler e modella statunitense, meglio conosciuta per il suo stint nella Total Nonstop Action Wrestling con il ring name Rhaka Khan.

## Personaggio

### Mosse finali
- Chokeslam
- Inverted leg drop bulldog

### Soprannomi
- "The Freak"

### Wrestler assistiti
- Shane Twins
- Palmer Canon
- Scott Steiner
- Petey Williams
- The Kongtourage (Awesome Kong, Raisha Saeed, e Sojournor Bolt)
- Chi Chi

### Musiche d'ingresso
- Grillz di Nelly (Giappone)
- So Serious dei Heather Hunter (WEW)
- Freak di Dale Oliver (TNA)
- Bad Romance di Lady Gaga (Lucha Libre USA)

## Titoli e riconoscimenti
- Pro Wrestling Illustrated
  - 46º tra le 50 migliori wrestler di sesso femminile nella PWI Female 50 (2008)